# Боун, Иэн
Иэн Дэвид Боун (родился 28 августа 1947 года в Миэр, Уилтшир) — английский анархист и действующий издатель анархистских газет, таких как Class War и The Bristolian. Он является активистом различных социальных кампаний с 1960-х годов, в том числе участвовал в акции против выборов 2001 года «Vote Nobody».
В 2006 году Боун опубликовал свою автобиографию «Бей богатых». Он также ведёт передачу на Лондонском радио Resonance FM под названием Анархия в Великобритании (Anarchy in the UK), в которой он берёт интервью у анархистов.
Боун был назван британской газетой The Sunday People «самым опасным человеком в Великобритании».

## Деятельность
Иэн Боун был сыном дворецкого. Сам он отмечал, что этот факт во многом способствовал его последующим политическим взгялам. Он изучал политологию в Университете Суонси, становясь активным анархистом с 1960-х до начала 1990-х годов. Он создал анархистский агит-журнал Alarm в Суонси. в 1980-х годах, с единомышленниками, он создал анархистскую газету Class War (помимо газеты, Class War также является объединением анархистов Великобритании). Конфронтационный стиль газеты сделал Боуна известной фигурой в политике 1980-х годов. Но наивысшая известность к нему пришла, когда он появился на шоу Джоннатана Росса.
Боун жил в Лондоне на протяжении 1980-х годов. Затем, в начале 90-х переехал в Бристоль, где стал участвовать в различных кампаниях. Иэн Боун покинул федерацию Class War в 1992 году, сказав, что там «слишком много сухостоя».
В октябре 1994 года, Иэн Боун организовал фестиваль «Анархия в Великобритании». Объявленный как «10 дней, которые потрясли мир», фестиваль должен был, по задумке Боуна стать большим собранием анархистов со всего мира, это была попытка свести вместе анархистов различных направлений . Среди мероприятий были попытка распустить парламент, анархистский пикник, панк-концерты и конференция о различных аспектах анархизма. Фестиваль был подвергнут критике со стороны некоторых анархистских групп (в том числе Class War) за то, что был слишком сосредоточен на политической жизни и лишь немного уделял внимание проблеме классовой борьбы.
В 1997 году, Боун помог создать другую анархистскую организацию Великобритании, Движение Против Монархии (Movement Against the Monarchy). С этой организацией, он организовал самый большой антимонархической марш двадцатого века в Британии. Около 1500 человек приняли участие в этом марше. Иэн Боун покинул Движение Против Монархии в октябре 2000 года. В 2001 году Боун начал акцию по призыву голосовать за «Никого» (Vote Nobody) на местных выборах в Бристоле.
В том же году он запустил The Bristolian, газету, которая распространяла независимые новости Бристоля, которые другие СМИ обходят стороной. Газету распространяли бесплатно в барах и пабах Бристоля, в том числе это делал лично Боун. Еженедельный тираж The Bristolian достиг отметки в 15 000. Многие листовки The Bristolian Иэн Боун написал сам, но так же ему помогал местный журналист Рой Норрис, и его давний партнёр Джейн Николь. В 2003 году успех в The Bristolian привели к созданию «Бристолианской партии», которая выдвинула своих кандидатов на местных выборах в попытке мобилизовать массовое недовольство политикой Бристольского городского совета. Боун был подвергнут критике в анархическом сообществе за его участие в этой кампании. На 1 мая 2003 года, 2560 человек проголосовали за Бристолианскую партию, которая набрала 8 % голосов в 12 отделениях.
6 декабря 2006 года, Боун появился на Channel 4 в ток-шоу Starkey’s Last Word, вместе с Эдом Вайзи (член консервативной партии) и Гарриет Гарман (Лейбористская партия), в котором обсуждалась иракская война. В нём, Боун утверждал, солдаты, которые сейчас воюют в Ираке, должны массово дезертировать, а на Первомай люди должны заблокировать здание правительства (Даунинг-стрит, 10). А оба политика рядом с ним (Вайзи и Гарман) должны быть немедленно переданы суду за военные преступления.
В декабре 2007 года, Боун продал права на экранизацию своей биографии (Бей богатых, Bash the Rich) культовому британскому режиссёру Греггу Холлу за £10. Боун оставил за собой право следить за процессом создания фильма от начала до релиза. Для продвижения книги, Боун организовал марш «Бей богатых» по Ноттинг Хилл, утверждая, что он будет маршировать до дома лидера консервативной партии Дэвида Кэмерона. На марше «Бей богатых» в ноябре 2007 года, было около 80 человек. Ещё 220 человек выражали намерение присутствовать, но не присоединиться к маршу. Мероприятие было тщательно контролируемо полицией, многих марширующих полиция задержала. После марша Иэн Боун обещал больше событий в ближайшем будущем.

## Работы
- Bone, Ian. Bash the Rich: True Life Confessions of an Anarchist in the UK (англ.). — Naked Guides Ltd, 2006. — P. 280. — ISBN 0-9544177-7-1.
- Анархия в Великобритании эпизоды подкастов
- Ian Bone's appearance on the Jonathon Ross show на YouTube